# Пісня Бернадетти
«Пісня Бернадетти» (англ. The Song of Bernadette) — чорно-білий кінофільм американського режисера Генрі Кінга, знятий у 1943 році. Фільм розповідає історію святої Бернадетти Субіру, яка запевняла, що в 1858 році їй вісімнадцять разів являлася Діва Марія. В основу сценарію Джорджем Сітоном було покладено однойменний роман Франца Верфеля, виданий у 1941 році, що мав успіх у читачів і який пробув понад рік у списку бестселерів за версією New York Times.

## Сюжет
1858 рік. Юна мешканка Лурда — Бернадетта Субіру, хвора на астму й туберкульоз, разом з сестрою і подругою вирушили в ліс за хмизом. Наблизившись до Массабельського гроту, вона почула шум, схожий на порив вітру. Потім помітила світло між скель. За словами Бернадетти, перед нею з'явилася «красива благородна пані». Від неї виходило сяйво. «Пані» була одягнена в біле і в руках тримала чотки. Спочатку вона прийняла бачення за образ померлої місцевої дівчини. Через три дні Бернадетта повернулася до грота й окропила тріщину святою водою. Спочатку в розповідь дівчинки не вірили ні близькі, ні більшість інших жителів села, але селом, а згодом і за його межами починають ходити чутки, що Бернадетта бачила Діву Марію, хоча сама вона ніколи цього не стверджувала. Місцева влада, вважаючи, що дівчинка або з'їхала з глузду, або бреше, має намір спростувати слова Бернадетти й зламати її віру. Священник теж не вірить дівчинці й побоюється, що у разі, якщо її обман розкриється, він обернеться ударом по престижу церкви. Проте дівчинка твердо стоїть на своєму і придбаває дедалі більше прибічників. Незабаром за вказівкою Діви вона знаходить підземний струмок, води якого зціляють будь-які хвороби.

## Виробництво
У 1942 році, незабаром після успіху роману Верфеля, кінокомпанія 20th Century Fox придбала права на його екранізацію, заплативши за них 125 тисяч доларів. Сам Верфель був залучений до роботи над фільмом як консультант. У серпні 1942 року режисером затвердили Генрі Кінга. Близько трьохсот акторок претендували на головну роль у фільмі, серед них були Ліліан Ґіш, Енн Бакстер, Мері Андерсон, Лінда Дарнелл і Тереза Райт. Продюсер Девід Сельцник восени 1942 року влаштував для своєї майбутньої дружини Дженніфер Джонс проби. Генрі Кінг, що вже схилявся до вибору Дарнелл на головну роль, побачивши Джонс, був заінтригований молодою дебютанткою і, врешті, затвердив її на роль Бернадетти. Лінда Дарнелл отримала роль Діви Марії.
Знімання стрічки почалося в березні 1943 року. На студійному майданчику зібрали найбільші з часів «Горбаня з Нотр-Даму» (1923) декорації. Понад сотня робітників збудувала декорації двадцяти шести будівель, серед яких собор Лурда заввишки 75 футів. Окремо збудували 450-футову декорацію грота.

## У ролях
| Актор(ка)       |   | Роль                             |
| --------------- | - | -------------------------------- |
| Дженніфер Джонс | … | Бернадетта Субіру                |
| Вільям Ейт      | … | Антуан Ніколау                   |
| Чарльз Бікфорд  | … | панотець Пейрамаль               |
| Вінсент Прайс   | … | прокурор Віталь Дутюр            |
| Лі Джей Кобб    | … | доктор Дузус                     |

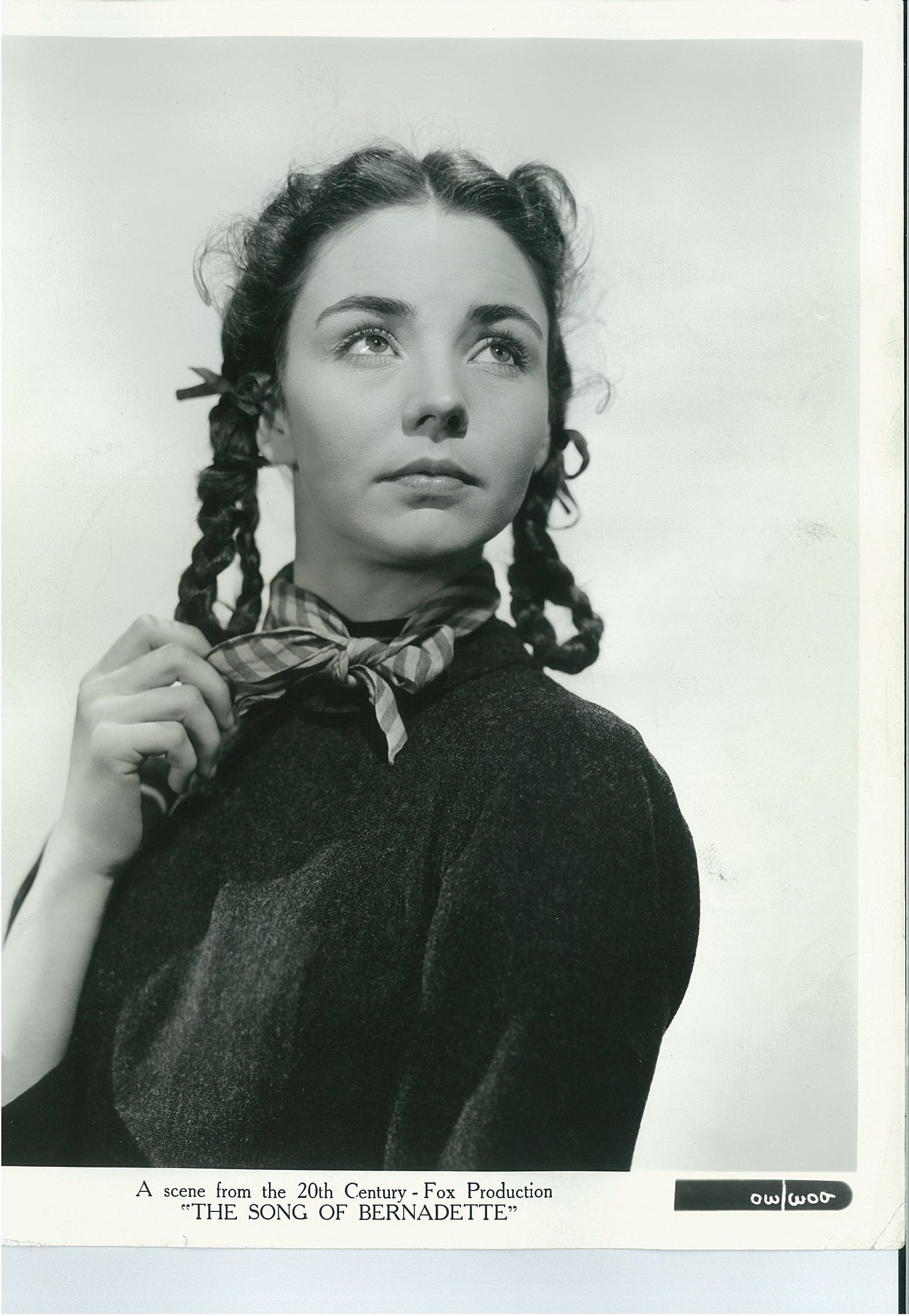
Дженніфер Джонс у ролі Бернадетти

| Гледіс Купер    | … | сестра Марія Тереза Вазус        |
| Енн Ревір       | … | Луїза Субіру                     |
| Роман Бонен     | … | Франсуа Субіру                   |
| Мері Андерсон   | … | Жанні Абаді                      |
| Патріша Морісон | … | імператриця Євгенія              |
| Обрі Матер      | … | мер Лакад                        |
| Чарльз Дінгл    | … | Жакоме                           |
| Марсель Даліо   | … | Келле                            |
| Лінда Дарнелл   | … | Діва Марія (в титрах не вказана) |

## Визнання
| Нагороди та номінації фільму Пісня Бернадетти | Нагороди та номінації фільму Пісня Бернадетти | Нагороди та номінації фільму Пісня Бернадетти | Нагороди та номінації фільму Пісня Бернадетти | Нагороди та номінації фільму Пісня Бернадетти | Нагороди та номінації фільму Пісня Бернадетти |
| Рік                                           | Нагорода                                      | Категорія                                     | Номінант                                      | Результат                                     |                                               |
| --------------------------------------------- | --------------------------------------------- | --------------------------------------------- | --------------------------------------------- | --------------------------------------------- | --------------------------------------------- |
| 1944                                          | Премія «Оскар»                                | Найкращий фільм року                          | Пісня Бернадетти                              | Номінація                                     |                                               |
| 1944                                          | Премія «Оскар»                                | Найкраща режисура                             | Генрі Кінг                                    | Номінація                                     |                                               |
| 1944                                          | Премія «Оскар»                                | Найкраща жіноча роль                          | Дженніфер Джонс                               | Перемога                                      |                                               |
| 1944                                          | Премія «Оскар»                                | Найкраща чоловіча роль другого плану          | Чарльз Бікфорд                                | Номінація                                     |                                               |
| 1944                                          | Премія «Оскар»                                | Найкраща жіноча роль другого плану            | Гледіс Купер                                  | Номінація                                     |                                               |
| 1944                                          | Премія «Оскар»                                | Найкраща жіноча роль другого плану            | Енн Ревір                                     | Номінація                                     |                                               |
| 1944                                          | Премія «Оскар»                                | Найкращий оригінальний сценарій               | Джордж Сітон                                  | Номінація                                     |                                               |
| 1944                                          | Премія «Оскар»                                | Найкраща операторська робота                  | Артур Ч. Міллер                               | Перемога                                      |                                               |
| 1944                                          | Премія «Оскар»                                | Найкраща музика                               | Альфред Ньюман                                | Перемога                                      |                                               |
| 1944                                          | Премія «Оскар»                                | Найкраща робота художника-постановника        | Джеймс Басеві, Вільям К. Дарлінг, Томас Літтл | Перемога                                      |                                               |
| 1944                                          | Премія «Оскар»                                | Найкращий звук                                | Едмунд Г. Гансен                              | Номінація                                     |                                               |
| 1944                                          | Премія «Оскар»                                | Найкращий монтаж                              | Барбара МакЛін                                | Номінація                                     |                                               |
| 1944                                          | Золотий глобус                                | Найкращий фільм — драма                       | Пісня Бернадетти                              | Перемога                                      |                                               |
| 1944                                          | Золотий глобус                                | Найкращий режисер                             | Генрі Кінг                                    | Перемога                                      |                                               |
| 1944                                          | Золотий глобус                                | Найкраща жіноча роль                          | Дженніфер Джонс                               | Перемога                                      |                                               |